# Camptothecin
Camptothecin (CPT) là một chất ức chế topoisomerase. Nó được phát hiện vào năm 1966 bởi ME tường và MC Wani trong việc kiểm tra hệ thống của sản phẩm tự nhiên cho chống ung thư thuốc. Nó được phân lập từ vỏ và thân của Camptotheca acuminata (Camptotheca, Cây hạnh phúc), một loại cây có nguồn gốc từ Trung Quốc được sử dụng làm thuốc điều trị ung thư trong Y học cổ truyền Trung Quốc. CPT cho thấy hoạt động chống ung thư đáng chú ý trong các thử nghiệm lâm sàng sơ bộ. Tuy nhiên, nó có độ hòa tan thấp, vì vậy các nhà hóa học tổng hợp và dược liệu đã phát triển nhiều tổng hợp camptothecin  và các dẫn xuất khác nhau để tăng lợi ích của hóa chất, cho kết quả tốt. Hai chất tương tự CPT đã được phê duyệt và được sử dụng trong hóa trị ung thư  ngày nay, topotecan và irinotecan.

## Cấu trúc
CPT có một vòng phẳng pentacyclic cấu trúc, trong đó bao gồm một pyrrolo [3,4-β] -quinoline nưa (vòng A, B và C), liên hợp pyridone nưa (vòng D) và một chiral trung tâm ở vị trí 20 trong alpha hydroxy vòng lacton có cấu hình (S) (vòng E). Cấu trúc phẳng của nó được cho là một trong những yếu tố quan trọng nhất trong ức chế topoisomerase.

Liên kết CPT với topo I và DNA

## Liên kết
CPT liên kết với phức hợp topo I và DNA (phức hợp cộng hóa trị) dẫn đến phức hợp ternary, và do đó ổn định nó. Điều này ngăn chặn sự thắt lại DNA và do đó gây ra tổn thương DNA dẫn đến apoptosis. CPT liên kết cả enzyme và DNA bằng liên kết hydro. Phần quan trọng nhất của cấu trúc là vòng E tương tác từ ba vị trí khác nhau với enzyme. Nhóm hydroxyl ở vị trí 20 hình thành liên kết hydro với chuỗi bên trên axit aspartic số 533 (Asp533) trong enzyme. Điều quan trọng là cấu hình của carbon chirus là (S) vì (R) không hoạt động. Lactone được liên kết với hai liên kết hydro với các nhóm amin trên arginine 364 (Arg364). Vòng D tương tác với cytosine +1 trên chuỗi không phân cắt và ổn định phức hợp cộng hóa trị I-DNA topo bằng cách hình thành liên kết hydro. Liên kết hydro này nằm giữa nhóm carbonyl ở vị trí 17 trên vòng D và nhóm amino trên vòng pyrimidine +1 cytosine. CPT được chọn lọc gây độc tế bào cho các tế bào sao chép DNA trong pha S  và độc tính của nó chủ yếu là kết quả của việc chuyển đổi các chuỗi đơn thành đứt gãy hai sợi khi ngã ba sao chép va chạm với các phức hợp phân tách được hình thành bởi DNA và CPT.

## Hóa học
Vòng lacton trong CPT rất dễ bị thủy phân. Dạng vòng mở không hoạt động và do đó nó phải được đóng lại để ức chế topo I. Dạng kín được ưa chuộng trong điều kiện axit, vì nó có trong nhiều tế bào ung thư vi môi trường. CPT được vận chuyển vào tế bào bằng cách khuếch tán thụ động. Sự hấp thu của tế bào được ưa chuộng bởi sự ưa mỡ, giúp tăng cường tích lũy nội bào. Tính ưa ẩm làm cho các hợp chất ổn định hơn do sự phân chia đường sữa được cải thiện vào các tế bào hồng cầu và do đó ít bị thủy phân hơn. CPT có ái lực với albumin huyết thanh người (HSA), đặc biệt là dạng carboxylate của CPT. Do đó, trạng thái cân bằng giữa vòng lacton và dạng carboxylate được hướng về phía carboxylate. Giảm tương tác thuốc-HSA có thể dẫn đến hoạt động được cải thiện.

## SAR - Mối quan hệ hoạt động cấu trúc

Camptothecin

Các nghiên cứu đã chỉ ra rằng sự thay thế ở vị trí 7, 9, 10 và 11 có thể có tác động tích cực đến hoạt động CPT và tính chất vật lý, ví dụ như hiệu lực và sự ổn định trao đổi chất. Mở rộng vòng lacton bằng một <span about="#mwt38" class="chemf nowrap" data-cx="[{&quot;adapted&quot;:true,&quot;partial&quot;:false,&quot;targetExists&quot;:true}]" data-mw="{&quot;parts&quot;:[{&quot;template&quot;:{&quot;target&quot;:{&quot;wt&quot;:&quot;Chem&quot;,&quot;href&quot;:&quot;./Bản mẫu:Chem&quot;},&quot;params&quot;:{&quot;1&quot;:{&quot;wt&quot;:&quot;CH&quot;},&quot;2&quot;:{&quot;wt&quot;:&quot;2&quot;}},&quot;i&quot;:0}}]}" data-ve-no-generated-contents="true" id="mwaA" typeof="mw:Transclusion">CH<span><br><br><br><br></span></span> </br> <span about="#mwt38" class="chemf nowrap" data-cx="[{&quot;adapted&quot;:true,&quot;partial&quot;:false,&quot;targetExists&quot;:true}]" data-mw="{&quot;parts&quot;:[{&quot;template&quot;:{&quot;target&quot;:{&quot;wt&quot;:&quot;Chem&quot;,&quot;href&quot;:&quot;./Bản mẫu:Chem&quot;},&quot;params&quot;:{&quot;1&quot;:{&quot;wt&quot;:&quot;CH&quot;},&quot;2&quot;:{&quot;wt&quot;:&quot;2&quot;}},&quot;i&quot;:0}}]}" data-ve-no-generated-contents="true" id="mwaA" typeof="mw:Transclusion"><span><sub>CH</sub></span></span> đơn vị cũng tăng cường khả năng của nó, như trong homocamptothecin. Thay thế ở vị trí 12 và 14 dẫn đến phái sinh không hoạt động.

### Sửa đổi vòng A và B

#### Thay thế kiềm
Sự thay thế kiềm ở vị trí 7 đã cho thấy độc tính tế bào tăng, chẳng hạn như ethyl (C 2 H 5) hoặc chloromethyl (CH 2 Cl). Các nhóm này có thể phản ứng với DNA với sự hiện diện của topo I dẫn đến hoạt động của khối u nhiều hơn. Nó cũng đã được chứng minh rằng việc tăng chiều dài chuỗi carbon (ở vị trí 7) dẫn đến tăng lipophil và do đó hiệu lực và tính ổn định cao hơn trong huyết tương của con người. Các chất tương tự CPT 7 biến đổi khác là silatecans và karenitecin. Chúng là những chất gây ức chế mạnh trên topo I và cả hai đều có nhóm alkylsilyl ở vị trí 7 khiến chúng trở nên ưa lipid và ổn định hơn. Silatecans hoặc 7-silylcampthothecin đã cho thấy giảm tương tác thuốc-HSA góp phần ổn định máu và chúng cũng có thể vượt qua hàng rào máu não. DB-67 là một dẫn xuất 10-hydroxy và là một trong những silatecans hoạt động mạnh nhất. BNP1350 thuộc chuỗi karenitecin thể hiện hoạt tính độc tế bào và khả năng vượt qua kháng thuốc. Một cách khác để tạo ra lipophilic của CPT là giới thiệu các nhóm thế lipophilic, chẳng hạn như các iminomethyl hoặc oxyiminomethyl. Một trong những hợp chất mạnh nhất là dẫn xuất oxyiminomethyl ST1481 có lợi thế để vượt qua tình trạng kháng thuốc do hệ thống giao thông gây ra. Nitơ cơ bản trong chuỗi carbon ở vị trí 7 làm cho hợp chất ưa nước hơn và do đó tan nhiều nước hơn. Ví dụ, một dẫn xuất có tên là CKD-602, là một chất ức chế topo I mạnh và khắc phục thành công khả năng hòa tan và độc tính của nước kém với CPT.
Hoạt động lớn hơn đáng kể có thể đạt được bằng cách đặt các nhóm rút electron như amino, nitro, bromo hoặc chloro ở vị trí 9 và 10 và nhóm hydroxyl ở vị trí 10 hoặc 11. Nhưng các hợp chất này tương đối không hòa tan trong dung dịch nước, gây khó khăn cho chính quyền. Nhóm Methoxy ở cả vị trí 10 và 11 đồng thời dẫn đến không hoạt động.

#### Các chất tương tự CPT hexacyclic
Các chất tương tự CPT hexacyclic đã cho thấy tiềm năng rất lớn. Ví dụ, nhóm methylenedioxy hoặc ethylenedioxy được kết nối giữa 10 và 11 tạo thành một vòng 5 hoặc 6 thành viên dẫn đến các dẫn xuất tan trong nước nhiều hơn và tăng hiệu lực. Các nghiên cứu đã chỉ ra rằng các chất tương tự ethylenedioxy ít mạnh hơn methylenedioxy. Lý do là sự tương tác không thuận lợi của các chất tương tự ethylenedioxy với enzyme.
Thêm nhóm amino hoặc chloro ở vị trí thứ 9 hoặc nhóm chloromethyl ở vị trí thứ 7 vào các chất tương tự 10, 11-methylenedioxy hoặc ethylenedioxy này dẫn đến các hợp chất có độc tính tế bào lớn hơn nhưng độ hòa tan trong nước yếu hơn. Để tạo ra các chất tương tự 10, 11-methylenedioxy hoặc ethylenedioxy có khả năng hòa tan trong nước tốt, một cách tốt là giới thiệu một nhóm thế hòa tan nước ở vị trí 7. Lurtotecan đáp ứng những yêu cầu đó; đó là một chất tương tự 10, 11-ethylenedioxy với 4-methylpiperazino-methylene ở vị trí 7 và đã cho thấy tiềm năng rất lớn trong các nghiên cứu lâm sàng.
Một vòng cũng có thể được hình thành giữa vị trí 7 và 9, như vị trí 10 và 11. Điều đó mang lại cơ hội mới để tạo ra các dẫn xuất hòa tan trong nước [5]. Các CPT hexacyclic này trở nên tích cực hơn khi các nhóm rút electron được đặt ở vị trí 11 và các nhóm methyl hoặc amino ở vị trí 10. Exatecan là một ví dụ về CPT hexacyclic có vòng 6 thành viên trên vị trí 7 và 9, và được thay thế 10-methyl, 11-fluoro [4]. Nó hòa tan trong nước và mạnh hơn topotecan.

### Sửa đổi vòng C và D
Các vòng C và D có vai trò thiết yếu trong hoạt động chống ung thư. Thay thế ở bất kỳ vị trí nào dẫn đến hợp chất ít mạnh hơn nhiều so với hợp chất gốc trong xét nghiệm độc tế bào khác.

Homocamptothecin

### Sửa đổi vòng E
Vòng E không cho phép nhiều thay đổi cấu trúc mà không làm mất hoạt động CPT. Một sự thay thế có thể là thay đổi nhóm hydroxyl thành Cl, F hoặc Br vì tính phân cực của chúng đủ để ổn định phức hợp enzyme.
Một sửa đổi khác có thể là chèn một metylen giữa hydroxyl và lactone vào vòng E mang lại nhóm hydrox-hydroxylactone bảy thành viên, được gọi là homocamptothecin (hCPT). Hydroxyl của hCPT có tác dụng cảm ứng ít hơn đối với nhóm carboxyl làm cho lactone rất dễ phản ứng. Điều này giúp tăng cường sự tương tác của nhóm hydroxyl tự do một cách tối ưu với topo I và phức hợp cộng hóa trị hình thành trong sự hiện diện của nó ổn định hơn. Vòng E của hCPT mở chậm hơn và mở không thể đảo ngược. hCPTs thể hiện sự ổn định trong huyết tương của con người do giảm liên kết protein và ái lực với các tế bào hồng cầu nhiều hơn CPT.

## Tương tự CPT
Kể từ khi phát hiện ra CPT, nhiều chất tương tự đã được tổng hợp. Dưới đây là một cái nhìn sơ đồ của các chất tương tự CPT đã được đề cập trong văn bản trên.
| Camptothecin với các gốc |    |    |     |          |
| Tương tự                 | R1 | R2 | R3  | R4       |
| Topotecan                | -H |    | -OH | -H       |
| Irinotecan (CPT-11)      |    | -H |     | -H       |
| Silatecan (DB-67, AR-67) |    | -H | -OH | -H       |
| Cositecan (BNP-1350)     |    | -H | -H  | -H       |
| Exatecan                 |    |    | 3   | Giáo dục |
| Lurtotecan               |    | -H |     |          |
| Gimatecan (ST1481)       |    | -H | -H  | -H       |
| Belotecan (CKD-602)      |    | -H | -H  | -H       |
| Rubitecan                | -H |    | -H  | -H       |

 CPT được liên kết với một loại polymer dựa trên cyclodextrin để tạo thành thuốc chống ung thư CRLX101.